# 毅太企業
毅太企業（英語：E TAI Enterprise），又稱一太e衛浴，是台灣淋浴門製造商，創立於1977年。企业創業初期以鋁門窗行起家，1989年轉型製造浴室乾濕分離淋浴門，2007年自創品牌一太e衛浴，英文品牌名ITAI。

## 簡介
毅太企業成立起源於1977年，創辦人洪團樟與原本開計程車的三哥洪團圓透過將計程車賣掉的車款，集資4萬創業成立一太鋁門窗行。1982年創辦人洪團樟隨單國璽主教赴羅馬朝聖時，在飯店意外發現乾濕分離淋浴門設備，引進乾溼分離淋浴門概念，轉型為淋浴門製造商。2007成立自有品牌「一太e衛浴」，跨入衛浴設備產業；同年，於基隆市大武崙工業區成立「一太e衛浴觀光工廠」。2019年，引進整體衛浴工法。

## 歷史沿革
- 1977年，洪家三兄弟於台北合江街以資本額四萬元創業起家，成立毅太企業前身「一太鋁門窗行」。
- 1989年，成功研發第一套國產淋浴門，打造自有品牌「itai 一太淋浴門」。
- 1991年，購買汐止廠房，擴大量產淋浴門。
- 1992年，研發第一座圓弧拉門-金龍2000系列。
- 1996年，國內首家通過國際檢驗機構BSI淋浴門檢測標準的淋浴門製造商。
- 1997年，廠房遷至基隆大武崙工業區，提高淋浴門產能。
- 2001年，正式跨足衛浴商品市場，品牌轉型為一太e衛浴。
- 2002年，成立台中及台南分公司。
- 2003年，成立台北建國旗艦門市。
- 2005年，成立高雄分公司。
- 2006年，成功研發「遠紅外線養生屋」，並憑此榮獲經濟部第十四屆創新研究獎。
- 2007年，於基隆大武崙工業區成立「一太e衛浴觀光工廠」，為亞洲首座衛浴文化觀光工廠。
- 2008年，榮獲健康職場自主認證-健康啟動標章。總經理洪芳興榮獲經濟部第31屆創業楷模獎。
- 2010年，結合基隆地區之人文史蹟，成立「1560雞籠故事館」。
- 2012年，自主研發淋浴門專用迴歸絞鍊，榮獲經濟部國家創作發明獎。
- 2014年，榮獲台灣松下電器住建設備販賣成長第一名肯定，引進日本松下最新系統衛浴設備。
- 2016年，開發自有品牌itai電腦馬桶座商品，成立宜蘭分公司。
- 2017年，公司成立40周年，引進專業防爆貼膜機，首創玻璃自爆免費更換防爆膜。
- 2018年，瞄準桃竹苗市場潛力，擴大成立桃園展示中心。
- 2019年，與日本技術合作，引進整體衛浴工法，擴大成立高雄旗艦展示中心。
- 2020年，成立新竹分公司。
- 2021年，相繼成立嘉義與屏東分公司。
- 2023年，擴編台南廠。

## 外部連結
- 官方网站